# Affoltern im Emmental
Pour les articles homonymes, voir Affoltern.
Affoltern im Emmental est une commune suisse du canton de Berne, située dans l'arrondissement administratif de l'Emmental.

## Géographie

Photo aérienne par Walter Mittelholzer (1923)

Selon l'Office fédéral de la statistique, Affoltern im Emmental mesure 11,51 km2.
La commune est limitrophe de Walterswil, Dürrenroth, Sumiswald, Rüegsau, Heimiswil et Wynigen.

## Démographie
Selon l'Office fédéral de la statistique, Affoltern im Emmental compte 1 155 habitants en 2008. Sa densité de population atteint 100 hab./km2.
Le graphique suivant résume l'évolution de la population d'Affoltern im Emmental entre 1850 et 2008 :